# Grabels

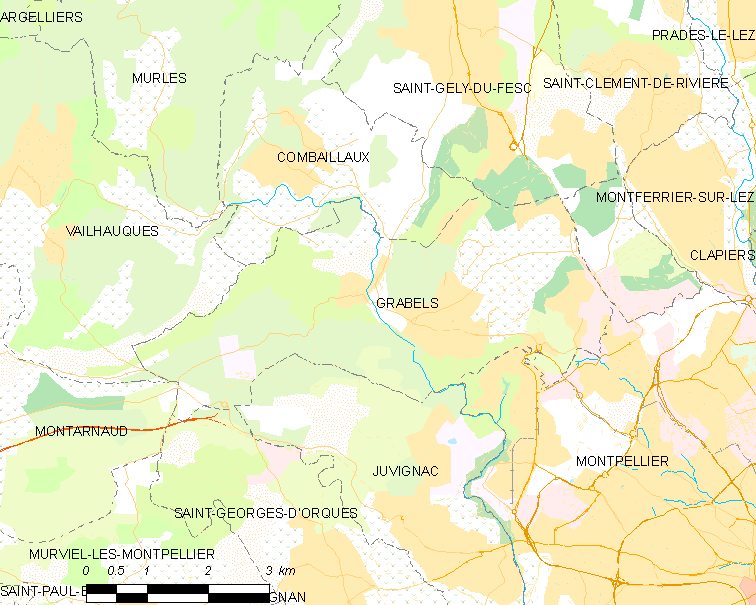
Mapa

 Grabels  es una población y comuna francesa, situada en la región de Occitania, departamento de Hérault, en el distrito de Montpellier y cantón de Montpellier-1.

## Demografía
| 835 | 1020 | 1537 | 2527 | 3130 | 5438 | 7597 |
| Para los censos de 1962 a 1999 la población legal corresponde a la población sin duplicidades (Fuente: INSEE [Consultar]) |      |      |      |      |      |      |